# Adrián Lastra
Luis Adrián Álvaro Lastra, más conocido como Adrián Lastra (Madrid, 26 de febrero de 1984), es un actor y músico español que se hizo conocido por su participación en diversas obras teatrales musicales. Posteriormente, recibió una nominación en
los Premios Goya como mejor actor revelación por su interpretación en Primos (2011).

## Biografía
Adrián Lastra nació el 26 de febrero de 1984 en el barrio de Palomeras Bajas (distrito de Puente de Vallecas, Madrid). A raíz de ver los primeros programa de Operación Triunfo, decidió que lo que quería hacer con su vida es cantar. Así, en el año 2003 empezó a recibir clases de técnica vocal y lírica con la cantante de ópera Victoria Manso, además de realizar cursos de Interpretación musical con Patricia Ferro, finalizando con una actuación en la Sala Clamores de Madrid y con la actriz y cantante Susana Rinaldi, de Argentina.
En septiembre de ese mismo año se presentó a un concurso nacional de música pop-rock que se desarrolló en Madrid en la sala Galileo Galilei, organizado por la productora Arena Music, en el que obtuvo el primer premio. En julio de 2004 comenzó su andadura en el mundo del teatro musical con Broadway Millenium de la compañía de teatro Keops Karnak.

## Trayectoria profesional

### Teatros y musicales
Entre 2004 y 2005 formó parte de La Década Prodigiosa donde interpretó el musical "Flashdance"
En 2005 entró a formar parte del elenco del musical Hoy no me puedo levantar que se representaba en el Teatro Rialto de Madrid, en el que trabajó hasta que concluyó la gira en 2009. Interpretó principalmente los papeles de Colate y Mario, aunque durante la gira actuó en alguna ocasión como Panchi. En esos años, también participó en la versión infantil del musical En tu fiesta me colé que se realizaba en Madrid. En 2009 comenzó el musical 40, El Musical donde interpretó el papel de Joaquín, un estudiante de periodismo que destapa los secretos de sus amigos a través de un radioblog, durante 2 temporadas. Posteriormente, en marzo de 2012 se incorporó a Más de cien mentiras, el musical con las canciones de Joaquín Sabina, en el papel de Tuli.

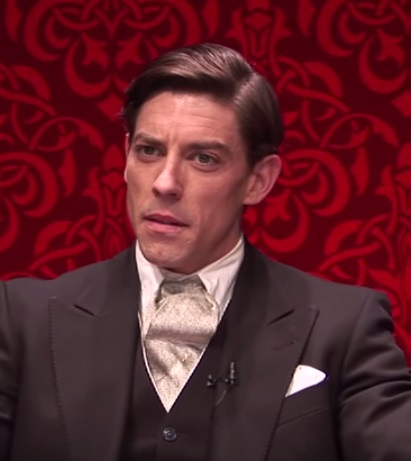
Lastra en una entrevista para la obra El discurso del rey en 2015

A principios de 2013 se anunció la vuelta a los escenarios de Hoy no me puedo levantar, que contaría nuevamente con Adrián como uno de sus protagonistas en una nueva versión del musical. Se estrenó el 12 de septiembre en el Teatro Coliseum de Madrid, donde retomó el papel de Colate, personaje que ya interpretaría en la versión original. En marzo de 2015 se anunció que la obra El discurso del rey se iba a adaptar al teatro dirigida por Magüi Mira. En esa misma fecha, se anunció que participaría en dicha obra de teatro interpretando el papel principal del rey Jorge VI, Bertie. La obra se estrenó el 29 de mayo de 2015 en el Teatro Español.
En enero de 2022 se estrenó la obra 'Privacidad" de la cual es protagonista en el Teatro Marquina de Madrid.

### Televisión
Su primera participación en televisión fue en la serie televisiva diaria de Antena 3 Lalola, con el papel de Boogie, un friki encargado del sonido en el programa de radio donde trabaja la mejor amiga de la protagonista de la que está secretamente enamorado. Más adelante, apareció en Impares y Bicho malo (nunca muere), dando vida a El Ruli.
Años anteriores ya hizo cameos en series como Manolo y Benito Corporeision, Los hombres de Paco, etc.
En el verano de 2011 se incorporó al reparto de BuenAgente, una serie de La Sexta, dando vida a Jorge, un policía local compañero de Sebas, papel interpretado por Antonio Molero. En noviembre del mismo año apareció en un episodio de Aída interpretando a Luis, un paciente de la psicóloga a la que acude Luisma, aunque finalmente es tratado por él mismo. Posteriormente, en mayo de 2012, comenzó el rodaje de Stamos okupa2 para Televisión Española, en el papel de Pistolas.
En febrero de 2013 fichó por Antena 3 para protagonizar la serie Velvet con el papel de Pedro Infantes y que se emitió desde febrero de 2014 hasta diciembre de 2016. Tras el final de la serie, fichó por su continuación Velvet Colección, nuevamente con el personaje de Pedro. Se estrenó el 22 de septiembre de 2017 en Movistar+ y finalizó tras dos temporadas.
En enero de 2020 se convirtió en concursante del programa televisivo Mira quién baila en Univisión (Estados Unidos), aunque previamente ya había colaborado con el mismo canal como presentador del especial Feliz 2020. Ese mismo año, se anunció su fichaje por la serie original de Netflix Jaguar, con el papel de Sordo, que se estrenó en septiembre de 2021. Además, se incorporó a la serie de época Sin límites, producida por TVE y Amazon Prime Video, donde tiene el papel de Capitán Mendoza.
En 2023 estrena Camilo Superstar interpretando a Teddy Bautista junto a Alejandro Jato.
En 2024 participa en la cuarta edición de El desafío en Antena 3 y en la segunda temporada de Bailando con las estrellas en Telecinco.

### Cine
En 2011 hizo su primera intervención en el cine con un papel protagonista en Primos de Daniel Sánchez Arévalo. En este film interpretó a José Miguel, uno de los tres primos protagonistas, un exmilitar que vuelve de la guerra de Afganistán con un fuerte trauma que no ha dejado apenas rastro del valiente soldado que era antes. Por este papel recibió una nominación a los Premios Goya al mejor actor revelación.
También en 2011, protagonizó Fuga de cerebros 2 con Canco Rodríguez, Gorka Lasaosa, Alberto Amarilla, Pablo Penedo y El Langui, donde interpretó a Alfonso, el hermano de Emilio, protagonista de la primera parte interpretado por Mario Casas, que viaja a Harvard en busca de su novia, interpretada por Paula Prendes. Ya había aparecido de manera fugaz al principio de la primera parte comprando droga al personaje interpretado por Canco Rodríguez, "El Cabra".
En mayo de 2015 se dio a conocer una nueva película del director Marcos Cabotá titulada Noctem, la cual protagonizó con el papel de Adrián. La película cuenta la historia de dos amigos que desaparecen en México y, un año después, encuentran sus teléfonos móviles, llenos de grabaciones mediante las cuales tratarán de descubrir qué es lo que les ha ocurrido. Un año más tarde, rodó la película Toc Toc de Vicente Villanueva, estrenada en octubre de 2017.
En 2019 participó en tres películas: Litus de Dani de la Orden, donde interpretó a Marco; Si yo fuera rico de Álvaro Fernández Armero, una película de Telecinco Cinema donde interpretó a Marcos; y En brazos de un asesino, una película estadounidense donde interpretó a Niklas, un amigo del protagonista. Un año después, interpretó a Ben en la película Hasta que la boda nos separe, dirigida por Dani de la Orden.

## Filmografía

### Cine
| Año  | Título                         | Personaje                | Director                 |
| ---- | ------------------------------ | ------------------------ | ------------------------ |
| 2009 | Fuga de cerebros               | Bakala                   | Fernando González Molina |
| 2011 | Primos                         | José Miguel              | Daniel Sánchez Arévalo   |
| 2011 | Fuga de cerebros 2             | Alfonso Carbajosa Benito | Fernando González Molina |
| 2013 | Temporal                       | Vendedor                 | Catxo López              |
| 2015 | De chica en chica              | Gustavo                  | Sonia Sebastián          |
| 2016 | En tu cabeza                   | Tomi Atracador           | Borja Cobeaga            |
| 2017 | Noctem                         | Adrián                   | Marcos Cabotá            |
| 2017 | Toc Toc                        | Otto                     | Vicente Villanueva       |
| 2017 | El club de los buenos infieles | The Teacher              | Lluís Segura             |
| 2018 | Conducta animal                | Jack                     | Miguel Romero            |
| 2019 | Litus                          | Marcos                   | Dani de la Orden         |
| 2019 | Si yo fuera rico               | Marcos                   | Álvaro Fernández Armero  |
| 2019 | En brazos de un asesino        | Niklas                   | Matías Moltrasio         |
| 2020 | Hasta que la boda nos separe   | Ben                      | Dani de la Orden         |
| 2020 | Nadie muere en Ambrosia        | Lázaro                   | Héctor Valdez Martínez   |
| 2022 | La manzana de oro              | Eugenio Alpuente         | Jaime Chávarri           |
| 2023 | Matusalén                      | Ramón                    | David Galán Galindo      |

### Televisión

#### Series
| Año       | Título                           | Personaje                     | Cadena      | Notas         |
| --------- | -------------------------------- | ----------------------------- | ----------- | ------------- |
| 2005      | Corta-t                          | Pipo                          | Cuatro      | 9 episodios   |
| 2006-2007 | Los hombres de Paco              | Asesino                       | Antena 3    | 2 episodios   |
| 2006      | Tirando a dar                    | Extra                         | Telecinco   | 1 episodio    |
| 2006      | Yo soy Bea                       | Extra                         | Telecinco   | 1 episodio    |
| 2006      | Génesis: En la mente del asesino | Fan                           | Cuatro      | 1 episodio    |
| 2007      | Manolo y Benito Corporeision     | Extra                         | Antena 3    | 1 episodio    |
| 2008      | Impares                          | El Ruli                       | Neox        | 4 episodios   |
| 2008-2009 | Lalola                           | Juan Manuel De Avila «Boogie» | Antena 3    | 103 episodios |
| 2009      | Bicho malo (nunca muere)         | El Ruli                       | Neox        | 40 episodios  |
| 2011      | BuenAgente                       | Jorge Sánchez                 | La Sexta    | 12 episodios  |
| 2011      | Aída                             | Luis                          | Telecinco   | 1 episodio    |
| 2012      | Stamos okupa2                    | Antonio «Pistolas»            | TVE         | 13 episodios  |
| 2014-2016 | Velvet                           | Pedro Infantes                | Antena 3    | 54 episodios  |
| 2017-2019 | Velvet Colección                 | Pedro Infantes                | Movistar+   | 21 episodios  |
| 2019      | Pequeñas coincidencias           | Cita de Marta                 | Antena 3    | 1 episodio    |
| 2021      | Jaguar                           | Sordo                         | Netflix     | 6 episodios   |
| 2022      | Sin límites                      | Capitán Mendoza               | TVE         | 6 episodios   |
| 2023      | Camilo Superstar                 | Teddy Bautista                | Atresplayer | 4 episodios   |

#### Programas
| Año        | Título                        | Función     | Cadena    | Notas               |
| ---------- | ----------------------------- | ----------- | --------- | ------------------- |
| 2012       | Pasapalabra                   | Invitado    | Telecinco | 3 programas         |
| 2017; 2019 | Hipnotízame                   | Invitado    | Antena 3  | 2 programas         |
| 2019       | Dar cera, pulir 0             | Invitado    | Movistar+ | 1 programa          |
| 2020       | ¡Feliz 2020!                  | Presentador | Univisión | Especial televisivo |
| 2021       | ¿Quién quiere ser millonario? | Invitado    | Antena 3  | 1 programa          |
| 2023       | Zapeando                      | Invitado    | La Sexta  | 1 programa          |
| 2023       | La Roca                       | Invitado    | La Sexta  | 1 programa          |

##### Como concursante
| Año  | Título                        | Función                     | Cadena                    | Notas        |
| ---- | ----------------------------- | --------------------------- | ------------------------- | ------------ |
| 2020 | Mira quién baila              | Concursante - 3.º finalista | Univisión / Las Estrellas | 7 programas  |
| 2023 | Mira quien baila: La Revancha | Concursante - Ganador       | Univisión / Las Estrellas | 8 programas  |
| 2024 | El Desafío                    | Concursante - 2.º finalista | Antena 3                  | 12 programas |
| 2024 | Bailando con las estrellas    | Concursante - 2.º finalista | Telecinco                 | 13 programas |

### Teatro
| Año       | Título                   | Personaje      |
| --------- | ------------------------ | -------------- |
| 2005-2009 | Hoy no me puedo levantar | Mario          |
| 2009-2010 | 40, El Musical           | Joaquín        |
| 2012      | Más de cien mentiras     | Tuli           |
| 2013      | Hoy no me puedo levantar | Colate         |
| 2015      | El discurso del rey      | Rey Jorge VI   |
| 2017      | Billy Eliot              | Tony           |
| 2024      | Grease, El Musical       | Vince Fontaine |

## Premios y nominaciones
| Año  | Premio                  | Categoría                     | Trabajo nominado         | Resultado | Ref.   |
| ---- | ----------------------- | ----------------------------- | ------------------------ | --------- | ------ |
| 2007 | Premios Teatro Musical  | Mejor cover masculino         | Hoy no me puedo levantar | Ganador   | [ 12 ] |
| 2012 | Premios Goya            | Mejor actor revelación        | Primos                   | Nominado  | [ 13 ] |
| 2012 | Premios San Pancracio   | Actor revelación              | Primos                   | Ganador   | [ 14 ] |
| 2014 | Premios Kapital         | Mejor actor de teatro musical | Hoy no me puedo levantar | Ganador   | [ 15 ] |
| 2015 | Neox Fan Awards         | El prota de la tele           | Velvet                   | Nominado  | [ 16 ] |
| 2016 | Premios Ercilla         | Mejor intérprete masculino    | El discurso del rey      | Ganador   | [ 17 ] |
| 2016 | Premio Unión de Actores | Mejor actor de reparto        | Velvet                   | Ganador   | [ 18 ] |
| 2017 | Cinema Jove             | Un futuro del cine            | Él mismo                 | Ganador   | [ 19 ] |